# كاميرون رودس
كاميرون رودس (بالإنجليزية: Cameron Rhodes)‏ هو ممثل نيوزلندي، ولد في 1 أغسطس 1967 في نيوزيلندا.

## وصلات خارجية
- كاميرون رودس على موقع IMDb (الإنجليزية)
- كاميرون رودس على موقع قاعدة بيانات الفيلم (الإنجليزية)